# Robert Benson (ishockeyspelare)
Robert John "Bobby" Benson, född 18 maj 1894 i Davidson, Saskatchewan, död 7 september 1965 i Winnipeg, Manitoba, var en kanadensisk ishockeyspelare. Han blev olympisk guldmedaljör i Antwerpen 1920. En del av säsongen 1924–25 spelade han i NHL. Han spelade då åtta matcher för Boston Bruins.
1920 vann Benson Allan Cup med Winnipeg Falcons.